# 资产阶级伪科学
资产阶级伪科学（俄语：Буржуазная лженаука）是苏联谴责针对违背其马列主义意识形态观点的特定学科表达谴责的一种说法。其中，基因学因违背苏联所认同的“普遍的历史规律”而被苏联科学界所排斥。其他被斥责为“资产阶级伪科学”的学科还包括控制论、量子力学、相对论和社会学及比较语言学。在斯大林统治时期，相关倾向最为突出。中华人民共和国于1952年宣布社会学为“资产阶级伪科学”，文化大革命时期将心理学也归入该分类。